# Дом Нежинской городской думы
Дом Нежинской городской думы — памятник архитектуры национального значения в Нежине. Сейчас в доме размещается корпус № 2 Нежинского специального медицинского колледжа и Нежинский районный отдел МЧС Украины в Черниговской области.

## История
Постановлением Совета Министров УССР от 06.09.1979 № 442 «Про дополнение списка памятников градостроения и архитектуры Украинской ССР, которые находятся под охраной государства» («Про доповнення списку пам’яток містобудування і архітектури Української РСР, що перебувають під охороною держави») присвоен статус памятник архитектуры республиканского значения с охранным № 1769 под названием Жилой дом.
Приказом Министерства культуры и туризма от 21.12.2012 № 1566 части (южной) дома присвоен статус памятник архитектуры местного значения с охранным № 10055-Чр под названием Пожарное депо.
Установлена информационная доска.

## Описание
Дом построен в 1785 году на Мещанской улице (сейчас Студенческая) в формах провинциального классицизма.
Каменный, 2-этажный, прямоугольный в плане дом, с четырёхскатной крышей. Фасад симметричный, направлен на юго-запад к Студенческой улице. Сверху была надстроена каланча (не сохранилась) пожарной команды, основанной в 1865 году. Фасад украшен пилястрами. Линия карниза завершается фронтонами. В 1910 году был пристроен дом, где сейчас размещается пожарная часть.
В 1907 году в доме была открыта фельдшерско-акушерская школа врача Петра Андреевича Буштедта. Установлена мемориальная доска.